# روبرت أيسنر
روبرت أيسنر (بالإنجليزية: Robert Eisner)‏ هو اقتصادي أمريكي، ولد في 17 يناير 1922 في نيويورك في الولايات المتحدة، وتوفي في 25 نوفمبر 1998 في إيفانستون في الولايات المتحدة.